# メチレンブルー
メチレンブルー（独: Methylenblau、英: methylene blue）は、色素の1種である。メチレン青とも言う。IUPAC名は 3,7-ビス（ジメチルアミノ）フェノチアジニウムクロリド。

## 概要

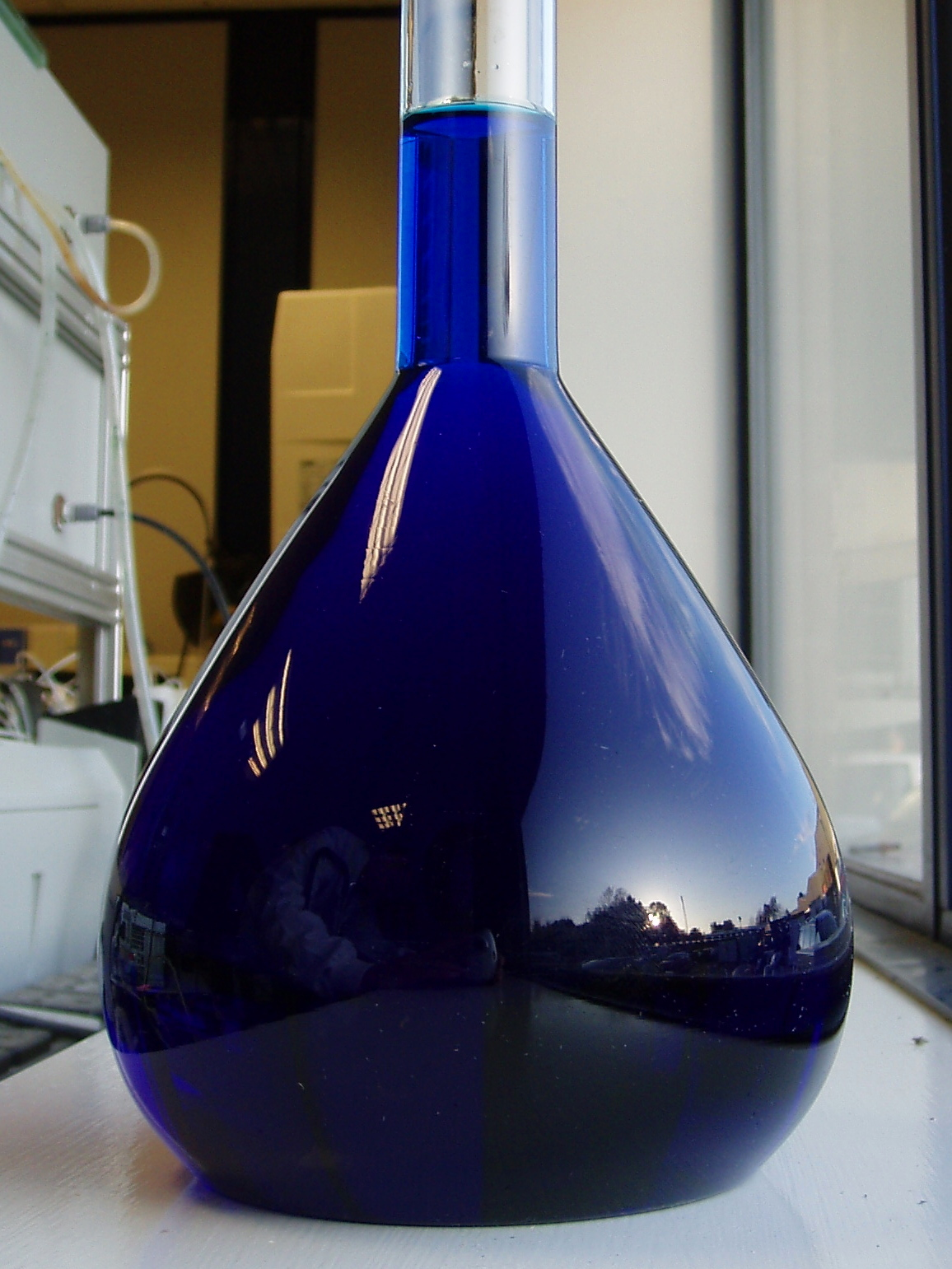
メスフラスコ内のメチレンブルー水溶液

1876年にドイツの化学者、実業家であるハインリッヒ・カロによってアニリンから抽出された。
青銅色の光沢を持った暗緑色結晶粉末で、市販品は不純物により銅赤色結晶粉末であることもある。ジエチルエーテルには不溶、水、エタノールなどのアルコール類、クロロホルムに可溶。水溶液は美しい青色を示す。各種の無機塩と複塩を作りやすい性質がある。代表的なチアジンの誘導体、フェノチアジン系化合物に属し、塩基性染料の一種である。著名な酸化還元指示薬でもある。
布などを染める染料としては、タンニン媒染で木綿、中性浴で絹と羊毛を染めることができるが、日光に弱く実用的価値は低い。
合成法としては、N,N－ジメチルアニリン（4‐アミノジメチルアニリン）とチオ硫酸ナトリウムを原料とする方法や、フェノチアジンのジメチルアミノ化、特にN,N-ジメチルアニリン、硫化水素などの硫化物イオン源、塩化鉄(III)が水中で反応してメチレンブルーを生成する反応は、生成するメチレンブルーの濃度を測定することで硫化水素や硫化物イオンの定量分析に利用される。（メチレンブルー吸光光度法）
生物分野では主に光学顕微鏡で細胞の核を観察するときの染色液としてよく使われる。顕微鏡学習用の染色液セットにも、エオシン（エオジン）、サフラニンなどとともにメチレンブルー液がよく入っている。ギムザ染色はメチレンブルーとエオシンを混合した染色液を用いている。
活性炭の吸着力評価や、光触媒の性能評価物質として用いられる。
光反応によって通常の酸素（三重項酸素）から活性酸素の1種である一重項酸素を発生させる光増感作用を持つために、光増感剤としても用いられる。
光増感作用、還元作用により上記の通り活性酸素を発生するために、殺菌消毒作用を示すと考えられている。 作用機序は酸化還元作用によるもので、細菌の細胞壁の特異的な合成阻害作用などがあるわけではなく、抗生物質、合成抗菌剤とは根本的に作用機序が異なる。医学生物学的にはオキシドール液、イソジン液などと同属の、消毒剤・消毒殺菌剤に分類される。この性質を利用して、殺菌剤や、医薬、特に魚病薬として淡水性白点病、尾ぐされ病、水カビ病などに対して、病魚を希薄水溶液を添加した水中にしばらく入れておくなどの方法でよく用いられる。そのための希薄水溶液や、粉末が添加された薬剤がホームセンターなどで入手可能である。同様の性質から、マラカイトグリーンも同じ用途で使われているが、魚毒性が強い。メチレンブルーは逆に魚毒性は低く、副作用はほとんどないとされている。
水溶液中では還元剤の作用により、無色のロイコメチレンブルー（還元体）を生じ、酸化によって元の酸化体へ戻り、再発色することから、酸化還元指示薬として、還元剤（チタン(III)イオン、バナジウム(III)イオンなど）や酸化剤（クロム酸塩、二クロム酸塩、酸素など）の検出、定量などにも用いられる。
わずかながら、酸塩基指示薬としての用途もある。

## メトヘモグロビン血症の治療薬
メトヘモグロビン血症の治療薬としても用いられる。
ウシの硝酸塩中毒の治療には2 %メチレンブルーが有効である。ウシなどの反芻動物では、硝酸態窒素の過剰摂取があると、第一胃細菌の硝酸還元酵素によって亜硝酸が生成され、メトヘモグロビン血症の原因となる。ヒトと同様に治療にはメチレンブルーの投与が有効である。
メチレンブルーが NADPH の存在下でグルタチオン系の還元酵素によりロイコメチレンブルーに還元され、ロイコメチレンブルーがメトヘモグロビンをヘモグロビンに還元し、ロイコメチレンブルーがメチレンブルーに酸化され、この反応の繰り返しにより触媒的な役割を果たす。ただし、グルコース-6-リン酸脱水素酵素欠損症のヒトの場合、メチレンブルーが作用するのに必要なNADPHを生体が充分に用意できないので、メチレンブルーを使えない。